# Doudé bagué
Pour les articles homonymes, voir Doude et Bague (homonymie).
Doudé Bagué (également écrit Doudebague ou Dounde Bague) est un village sénégalais situé à l'Est du pays, à quelques kilomètres de la Mauritanie dans la région de Matam.

## Géographie
On le trouve au sud Bokigulle, au nord Dindoudi, à l'ouest Toubéré Amadou et à l'est Boki Saboundou. Le climat est tropical et sec (deux mois de précipitations contre dix de sécheresse).
Le village se situe a 485 km à l'Est de Dakar.

## Administration
Le chef du village actuel est BA Mamadou Ousmane

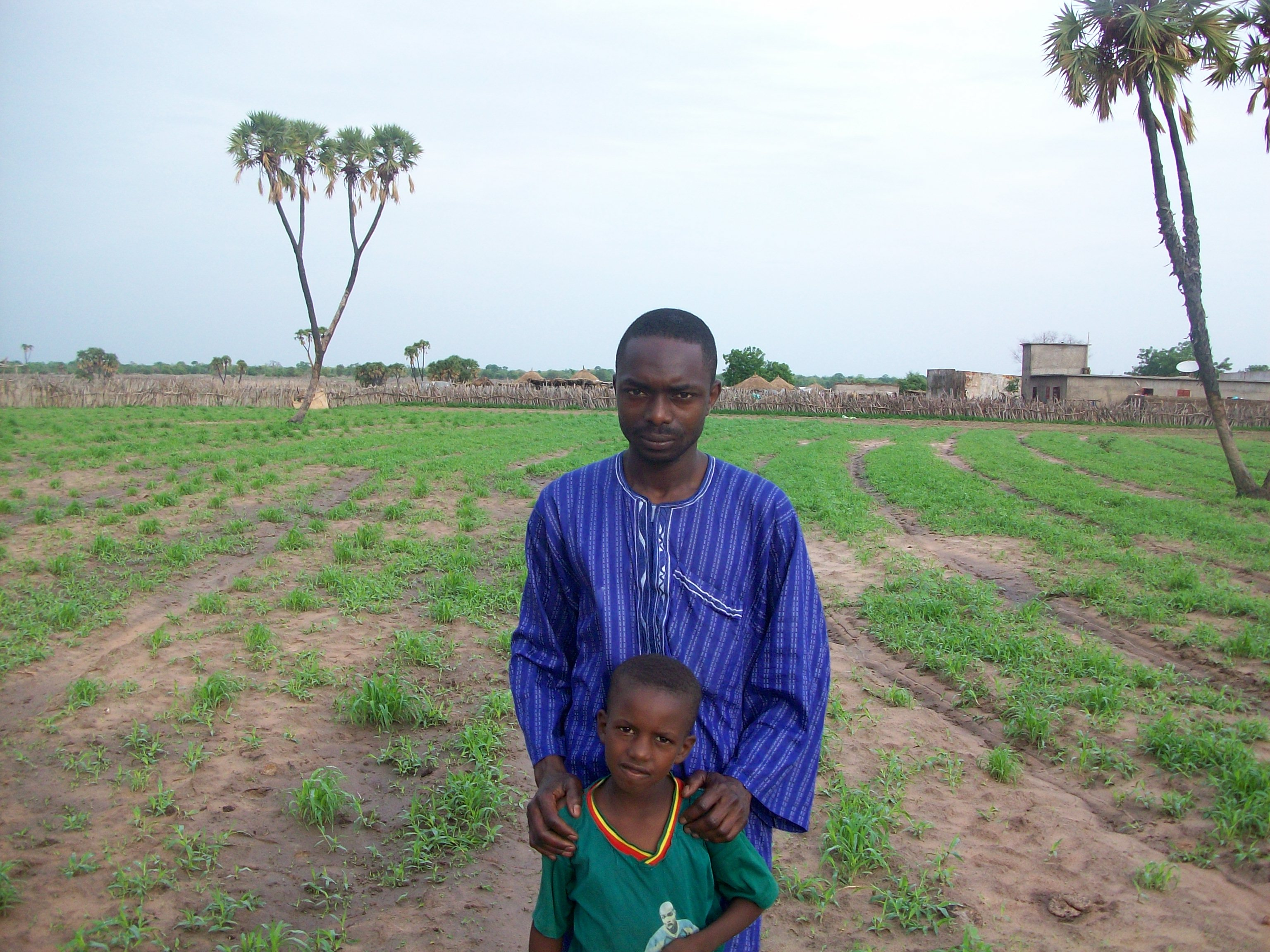
Le chef du village Ousmane Ba et son fils Omar

## Histoire
Les langues parlées sont le Pular et le français (largement minoritaire). La tribu originale est Peul. La religion principale est l'islam.

## Économie
Ce petit village sénégalais vit principalement du troc et des ressources naturelles présentes, comme le bétail (moutons, bovins, volailles, etc.) et les récoltes (riz, mil, etc.).

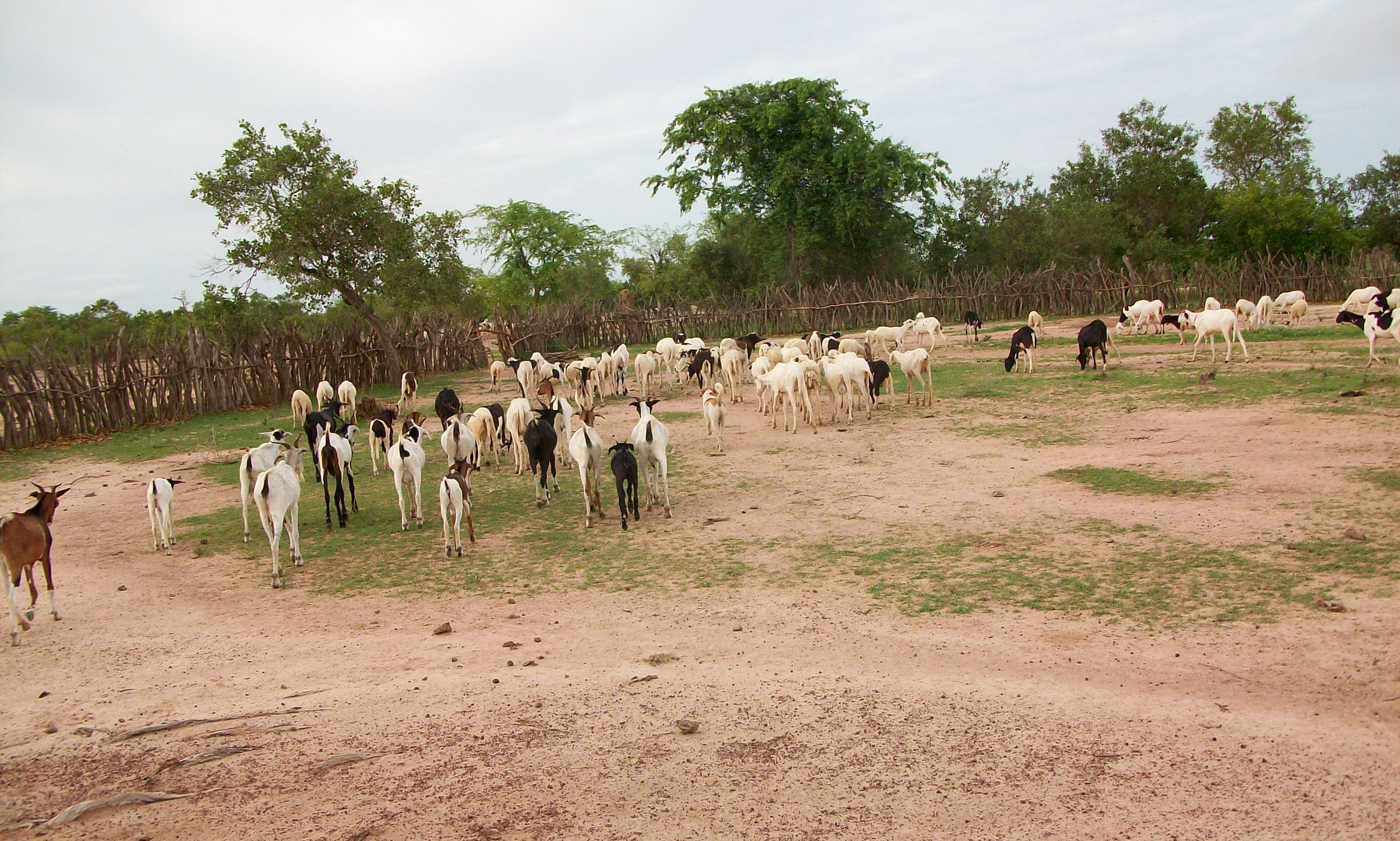
Des pâtures à Doudé Bagué

Malgré sa petite superficie, son nombre peu élevé d'habitants et l'absence quasi totale de rémunération pour les villageois, ce village dispose d'un système éducatif permettant aux jeunes habitants d'apprendre (approximativement 4 à 6 mois par an) à lire et à écrire dans la langue française grâce à l'arrivée d'un professeur de manière semi-régulière.

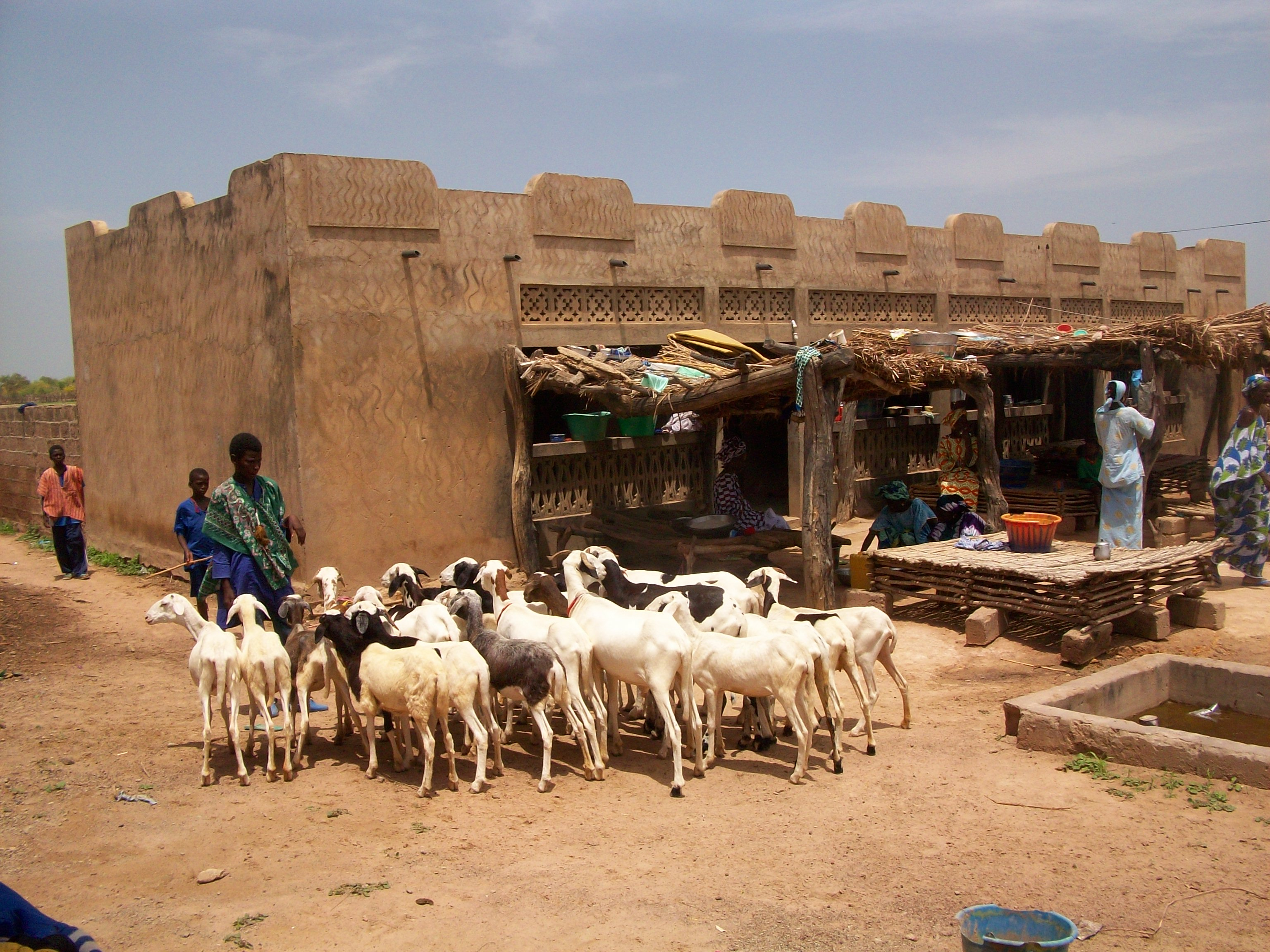
Une boutique à Doudé Bagué

Le village dispose depuis quelques années du courant électrique, d'un réseau téléphonique dû à la présence d'une antenne téléphonique aux abords du village, mais également, dans les années à venir, la création d'un réseau d'eau courante.